# Sky Sport F1
Sky Sport F1 è il primo canale televisivo tematico italiano dedicato esclusivamente alla Formula 1 prodotto da Sky Italia, visibile a tutti gli abbonati al pacchetto Sky Sport.
Il canale trasmette in diretta esclusiva assoluta conferenza stampa piloti, prove libere, conferenza stampa team, qualifiche e gare di tutti i Gran Premi stagionali del Campionato Mondiale di Formula 1 e delle altre categorie quali Formula 2, Formula 3 e Porsche Super Cup. Erano previste fino al 2022 anche trasmissioni di approfondimento e la riproposizione di Gran Premi che hanno fatto la storia della Formula 1 con una rubrica dedicata chiamata Storie di GP.
Gli eventi di Formula 1 sono raccontati da Carlo Vanzini, affiancato dal commento tecnico di Matteo Bobbi dalla Sky Sport Tech Room e di Roberto Chinchero di Motorsport Italia. Durante qualifiche e gare, il commento tecnico è arricchito dalla voce di Marc Gené, collaudatore Ferrari Corse, mentre Mara Sangiorgio si occupa delle interviste. Jacques Villeneuve ha fatto parte del team di commento dal 2013 al 2021. La conduzione, dal 2014 al 2023, è stata affidata a Federica Masolin e Davide Valsecchi. Dal 2024, il ruolo di Federica – che resta coinvolta nella redazione motori e passa alla conduzione della Champions League, sempre su Sky – è stato assunto da Davide Camicioli, mentre quello di Valsecchi è stato affidato a Vicky Piria.
Il canale è stato lanciato alle ore 6:00 del 18 febbraio 2013.
Durante i weekend di Formula 1 sono presenti 5 canali interattivi: la diretta di Sky Sport F1, 2 canali on board (uno sui leader della corsa e uno con tutti gli onboard), Live Timing (la schermata con i dati e tempi ufficiali), Race Tracker (la mappa di ogni circuito con le posizioni di tutte le monoposto in tempo reale tramite GPS) e Race Control (canale mosaico con la schermata della gara, il canale "On Board Mix", "Live Timing", e "Race Tracker"). Nelle ultime stagioni il numero di canali è stato ridotto: oltre alla diretta di Sky Sport F1, premendo il tasto verde durante le qualifiche e le gare di F1 è possibile visualizzare il Race Control e l'On Board Mix, in entrambi i casi con la possibilità di ascoltare l'audio ambientale premendo il tasto giallo.
Dalla stagione 2018, le prove libere, qualifiche e gare di Formula 1 sono disponibili in 4K HDR per tutti gli abbonati Sky Q via satellite coi servizi HD (Sky Q Black) o Q Plus (Sky Q Platinum) attivi.
A giugno 2020, Sky ha annunciato il rinnovo dei diritti per le due stagioni successive (2021 e 2022) mantenendo l'esclusiva per le dirette degli eventi.
Il 30 settembre 2022, con un comunicato ufficiale attraverso i social, Sky annuncia il rinnovo dei diritti tv fino al 2027 
I telecronisti delle gare dei campionati di Formula 2, Formula 3 e Porsche Supercup sono Lucio Rizzica e Marcello Puglisi, talvolta affiancati da Matteo Bobbi. Il canale trasmette anche le tappe del campionato IndyCar con il commento di Matteo Pittaccio e di Biagio Maglienti, del campionato Campionato del mondo rally e del Ferrari Challenge.

## Loghi

18 febbraio 2013 - 2 luglio 2015
2 luglio 2015 - 25 marzo 2018
25 marzo 2018 - 2 luglio 2018
2 luglio 2018 - 19 settembre 2020
In uso dal 19 settembre 2020